# Rich Swann
Richard Allen Swann (Baltimora, 15 febbraio 1991) è un wrestler statunitense sotto contratto con la Total Nonstop Action Wrestling.
In precedenza, Swann ha vinto anche una volta l'Impact X Division Championship. Swann è inoltre ricordato per i suoi trascorsi tra il 2015 e il 2018 nella WWE, dove ha vinto una volta il Cruiserweight Championship.

## Storia

### WWE (2015–2018)

#### NXT(2015–2016)
Swann ha firmato con la WWE nel settembre del 2014, venendo mandato nel territorio di sviluppo di NXT. Dopo varie apparizioni negli eventi dal vivo dello show, Swann ha debuttato nella puntata di NXT del 20 gennaio 2016 perdendo contro Baron Corbin. Nella puntata di NXT del 23 marzo Swann è stato sconfitto dall'NXT Champion Finn Bálor in un match non titolato. Il 13 ottobre Swann e No Way Jose hanno partecipato al torneo Dusty Rhodes Tag Team Classic sconfiggendo Drew Gulak e Tony Nese al primo turno, ma venendo poi eliminati al secondo turno dagli Authors of Pain (Akam e Rezar).

#### Cruiserweight Champion (2016–2017)
Rich Swann ha partecipato al torneo del Cruiserweight Classic indetto dalla WWE. Nei sedicesimi di finale del 23 giugno Swann ha sconfitto Jason Lee e negli ottavi del 14 luglio Lince Dorado. Tuttavia, nei quarti di finale del 7 settembre, Swann è stato sconfitto ed eliminato da T.J. Perkins, il quale ha poi vinto il torneo, venendo premiato con il Cruiserweight Championship.
Nonostante la sconfitta nei quarti di finale nel Cruiserweight Classic, Swann ha fatto il suo debutto nel roster di Raw il 19 settembre 2016, come membro della divisione dei pesi leggeri. Lo stesso giorno ha partecipato ad un Fatal 4-Way match che comprendeva anche Cedric Alexander, Gran Metalik e The Brian Kendrick per decretare il contendente n°1 al Cruiserweight Championship di TJ Perkins a Clash of Champions ma è stato Kendrick a vincere il match. Nella puntata di Main Event del 22 settembre Rich Swann ha affrontato e sconfitto il debuttante Lince Dorado. Nella puntata di Raw del 26 settembre Swann e Cedric Alexander hanno sconfitto Lince Dorado e Drew Gulak. Nella puntata di Raw del 3 ottobre Swann è stato sconfitto da Tony Nese. Nella puntata di Raw del 17 ottobre Swann, Cedric Alexander e TJ Perkins sono stati sconfitti da The Brian Kendrick, Tony Nese e Drew Gulak. Nella puntata di Raw del 24 ottobre Swann ha sconfitto Brian Kendrick. Nella puntata di Raw del 31 ottobre Swann, Cedric Alexander e Lince Dorado hanno sconfitto Ariya Daivari, Drew Gulak e Tony Nese. Nella puntata di Raw del 7 novembre Swann e Sin Cara hanno sconfitto il Cruiserweight Champion Brian Kendrick e il debuttante Noam Dar. Il 20 novembre, nel Kick-off di Survivor Series, Swann, Noam Dar e TJ Perkins hanno sconfitto Ariya Daivari, Drew Gulak e Tony Nese. Nella puntata di Raw del 21 novembre Swann ha vinto un Triple Threat match che includeva anche Noam Dar e TJ Perkins, diventando il contendente n°1 al WWE Cruiserweight Championship. Nella puntata di Raw del 28 novembre Swann ha sconfitto Noam Dar. Il 29 novembre, nella prima puntata di 205 Live, Swann ha sconfitto Brian Kendrick vincendo il Cruiserweight Championship per la prima volta. Nella puntata di Raw del 5 dicembre Swann ha sconfitto TJ Perkins. Nella puntata di 205 Live del 6 dicembre Swann ha difeso con successo il titolo contro Brian Kendrick. Il 7 dicembre Swann è apparso ad NXT dove ha combattuto insieme a No Way Jose contro i SAnitY (Alexander Wolfe e Eric Young) ma sono stati sconfitti. Nella puntata di 205 Live del 13 dicembre Swann è stato sconfitto da TJ Perkins in un match non titolato. Il 14 dicembre a Tribute to the Troops Swann, Jack Gallagher e TJ Perkins hanno sconfitto The Brian Kendrick, Drew Gulak e Tony Nese. Il 18 dicembre a Roadblock: End of the Line Swann ha difeso con successo il titolo in un Triple Threat match che includeva anche The Brian Kendrick e TJ Perkins; nel post match Swann è stato attaccato da Neville. Nella puntata di 205 Live del 20 dicembre Swann e TJ Perkins sono stati sconfitti da The Brian Kendrick e Neville. Nella puntata di Raw del 26 dicembre Swann ha sconfitto Ariya Daivari e, nel post match, è stato brutalmente attaccato da Neville. Nella puntata di 205 Live del 27 dicembre Swann è stato sconfitto da Neville in un match non titolato. Nella puntata di 205 Live del 10 gennaio 2017 Swann ha sconfitto Tony Nese in un match non titolato. Nella puntata di Raw del 23 gennaio Swann ha sconfitto Noam Dar in un match non titolato. Il 29 gennaio alla Royal Rumble Swann ha perso il Cruiserweight Championship a favore di Neville dopo 61 giorni di regno.

#### Varie faide (2017–2018)
Nella puntata di Raw del 30 gennaio Swann ha attaccato Neville e, durante questo attacco, ha subito un infortunio al piede, venendo costretto a restare fuori dalle scene per un tempo imprecisato. Swann è tornato nella puntata di 205 Live del 14 febbraio dove ha sconfitto Noam Dar. Il 5 marzo, nel Kick-off di Fastlane, Swann e Akira Tozawa hanno sconfitto The Brian Kendrick e Noam Dar. Nella puntata di Raw del 6 marzo Swann ha affrontato Neville per il Cruiserweight Championship ma è stato sconfitto. Nella puntata di 205 Live del 14 marzo Swann e Gentleman Jack Gallagher sono stati sconfitti da Ariya Daivari e Noam Dar. Nella puntata di 205 Live del 4 aprile Swann ha sconfitto Oney Lorcan (atleta di NXT). Nella puntata di 205 Live dell'11 aprile Swann ha sconfitto il jobber Johnny Ocean. Nella puntata di 205 Live del 25 aprile Swann e Akira Tozawa hanno sconfitto The Brian Kendrick e Noam Dar. Nella puntata di Raw del 1º maggio Swann, Akira Tozawa e Gentleman Jack Gallagher hanno sconfitto The Brian Kendrick, Noam Dar e Tony Nese. Nella puntata di 205 Live del 2 maggio Swann è stato sconfitto da Noam Dar. Nella puntata di Main Event del 18 maggio Swann ha sconfitto Ariya Daivari. Il 19 maggio, durante l'evento WWE UK Special, Swann e Dan Moloney sono stati sconfitti da The Brian Kendrick e TJ Perkins. Nella puntata di 205 Live del 23 maggio Swann ha sconfitto Ariya Daivari ma, nel post match, è stato attaccato da Noam Dar. Nella puntata di Raw del 29 maggio Swann ha sconfitto Noam Dar. Nella puntata di 205 Live del 30 maggio Swann è stato sconfitto da Noam Dar. Il 4 giugno, ad Extreme Rules, Swann e Sasha Banks hanno sconfitto Noam Dar e Alicia Fox in un Mixed Tag Team match. Nella puntata di 205 Live del 20 giugno Swann è stato sconfitto da Neville in un match non titolato. Nella puntata di 205 Live del 4 luglio Swann ha sconfitto TJP. Nella puntata di Main Event del 7 luglio Swann ha sconfitto Ariya Daivari. Nella puntata di 205 Live dell'11 luglio Swann ha sconfitto il jobber Mario Connors. Nella puntata di 205 Live del 25 luglio Swann e Cedric Alexander sono stati sconfitti da TJP e Tony Nese. Nella puntata di Raw del 31 luglio Swann, Cedric Alexander e Akira Tozawa hanno sconfitto Ariya Daivari, TJP e Tony Nese. Nella puntata di 205 Live dell'8 agosto Swann è stato sconfitto da TJP. Nella puntata di Raw del 21 agosto Swann, Cedric Alexander, Gran Metalik e Mustafa Ali hanno sconfitto Ariya Daivari, Drew Gulak, Noam Dar e Tony Nese. Nella puntata di 205 Live del 29 agosto Swann ha sconfitto Ariya Daivari grazie alla distrazione di TJP. Nella puntata di 205 Live del 12 settembre Swann ha sconfitto TJP. Nella puntata di 205 Live del 19 settembre Swann avrebbe dovuto affrontare Lince Dorado ma sia Dorado prima che lo stesso Swann dopo sono stati attaccati da TJP. Nella puntata di Main Event del 5 ottobre Swann e Lince Dorado hanno sconfitto Noam Dar e Tony Nese. Nella puntata di 205 Live del 10 ottobre Swann ha sconfitto TJP in un 2-out-of-3 Falls match per 2-0. Nella puntata di 205 Live del 17 ottobre Swann ha sconfitto Gentleman Jack Gallagher per squalifica a causa dell'intervento di The Brian Kendrick. Il 22 ottobre, a TLC: Tables, Ladders & Chairs, Swann e Cedric Alexander hanno sconfitto The Brian Kendrick e Gentleman Jack Gallagher. Nella puntata di Raw del 23 ottobre Swann, Cedric Alexander, Gran Metalik, Kalisto e Mustafa Ali hanno sconfitto Enzo Amore, Ariya Daivari, Drew Gulak, Noam Dar e Tony Nese. Nella puntata di 205 Live del 24 ottobre Swann e Cedric Alexander hanno sconfitto Noam Dar e Tony Nese. Nella puntata di 205 Live del 31 ottobre Swann, vestito da clown, ha sconfitto The Brian Kendrick. Nella puntata di 205 Live del 14 novembre Swann e Cedric Alexander hanno sconfitto The Brian Kendrick e Gentleman Jack Gallagher in un Tornado Tag Team match. Nella puntata di Raw del 20 novembre Swann, Akira Tozawa, Cedric Alexander e Mustafa Ali hanno sconfitto Ariya Daivari, Drew Gulak, Noam Dar e Tony Nese. Nella puntata di 205 Live del 21 novembre Swann e Cedric Alexander hanno sconfitto Ariya Daivari e Noam Dar. Nella puntata di Raw del 27 novembre Swann ha sconfitto Akira Tozawa, Ariya Daivari e Noam Dar in un Fatal 4-Way match per determinare uno dei due sfidanti che si sarebbero affrontati per determinare il nuovo contendente n°1 al Cruiserweight Championship di Enzo Amore. Nella puntata di 205 Live del 28 novembre Swann ha sconfitto Noam Dar. Nella puntata di 205 Live del 5 dicembre Swann ha sconfitto Tony Nese.
Il 10 dicembre 2017 Rich Swann è stato sospeso dalla WWE dopo che l'uomo è stato accusato di violenza domestica e sequestro di persona ai danni della moglie; di conseguenza, ha dovuto rinunciare alla sua opportunità titolata e il 15 febbraio 2018 è stato licenziato.

### Impact Wrestling/TNA (2018–presente)
Swann ha firmato un contratto con Impact nel giugno del 2018, dove vince prima l'X Division Championship e in seguito si laurea Impact World Champion, perdendo la cintura massima durante l'evento Rebellion contro Kenny Omega.

## Vita privata
Il 25 marzo 2017 ha sposato la collega Vannarah Riggs, meglio conosciuta con il ring name Su Yung.
Il 10 dicembre 2017 è stato arrestato nella contea di Alachua (Florida) per aggressione e sequestro di persona ai danni della moglie.

## Personaggio

### Mosse finali
- Come Rich Swann

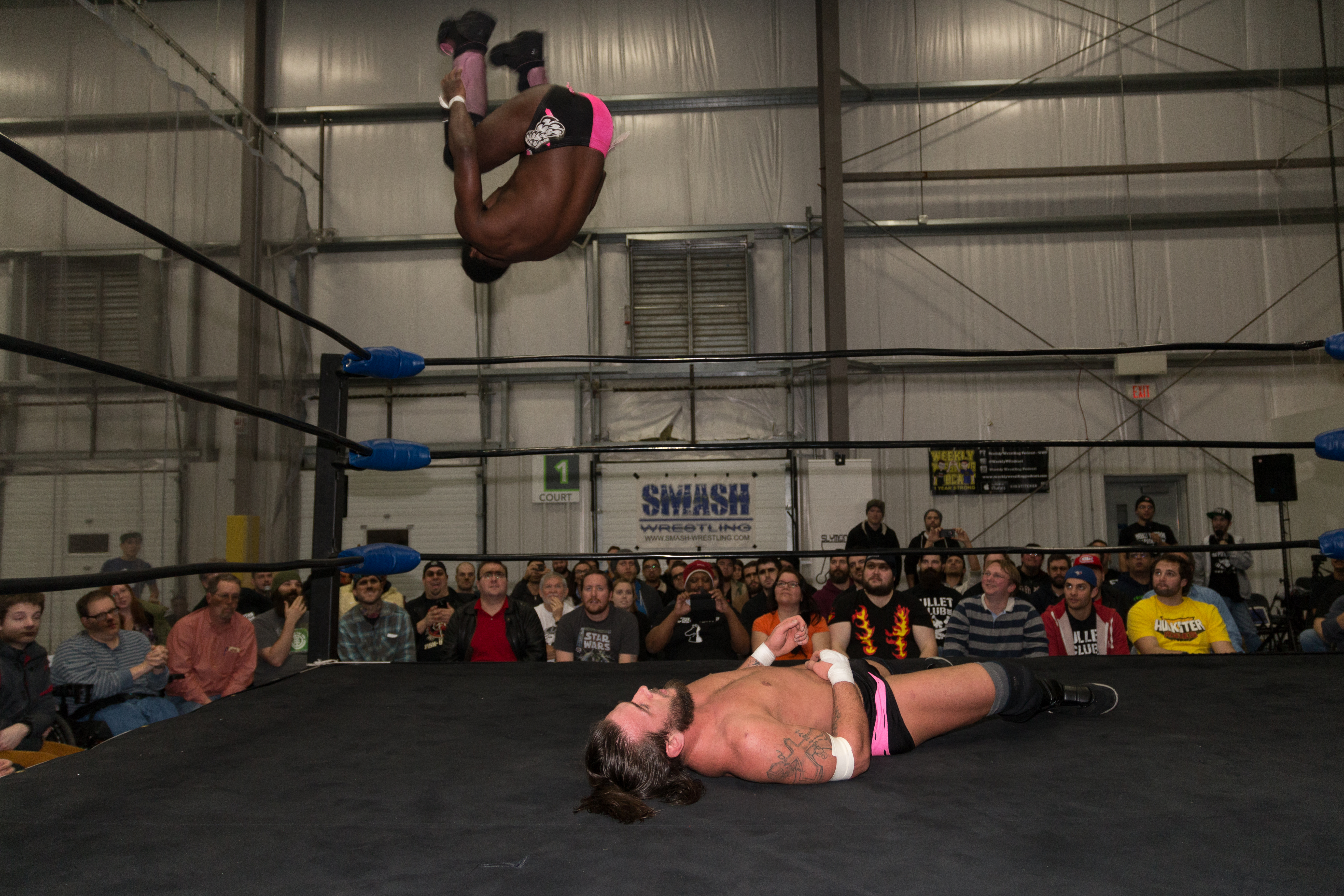
Swann esegue un 450º splash su JT Dunn

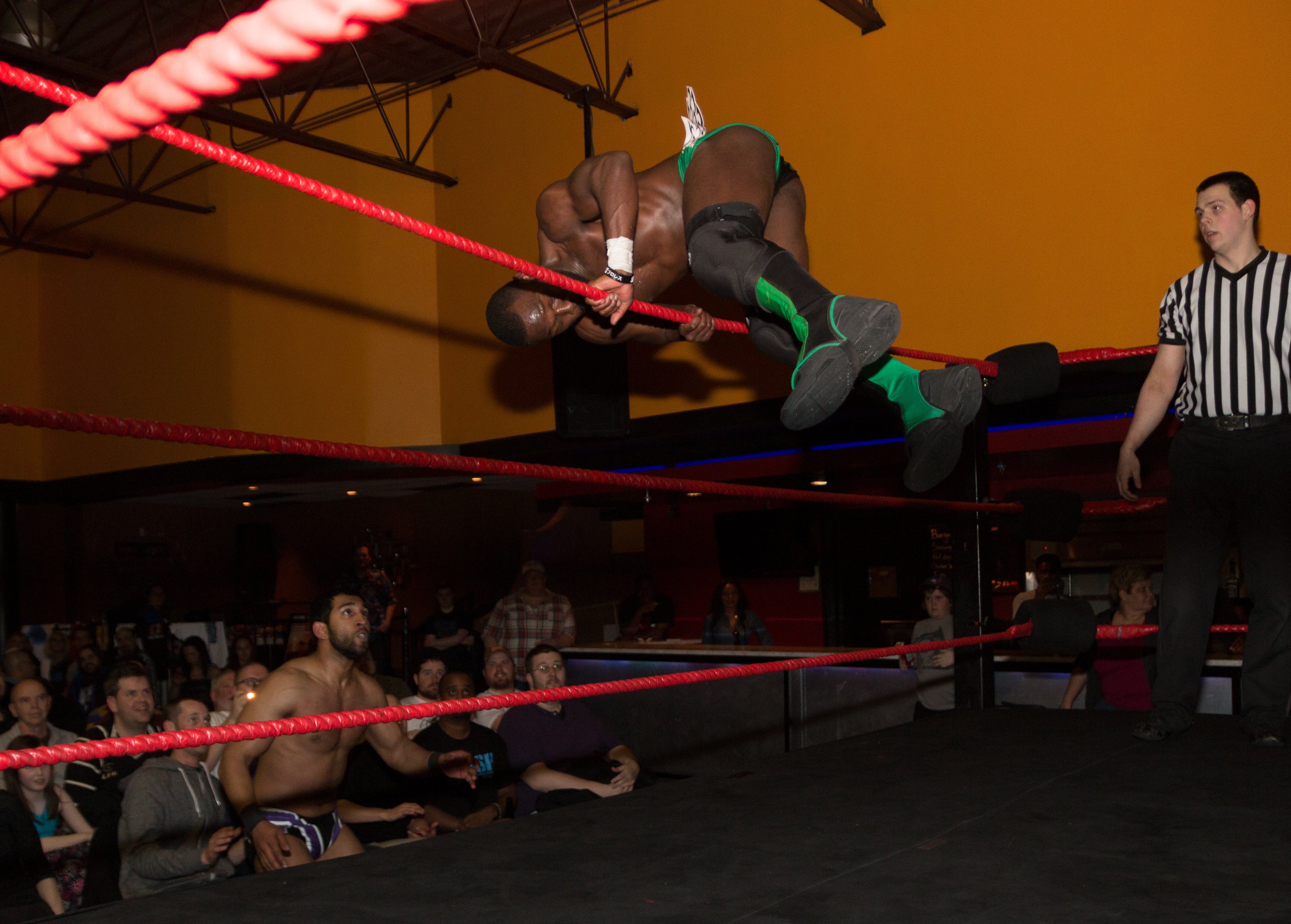
Swann si lancia oltre la terza corda su Alex Vega

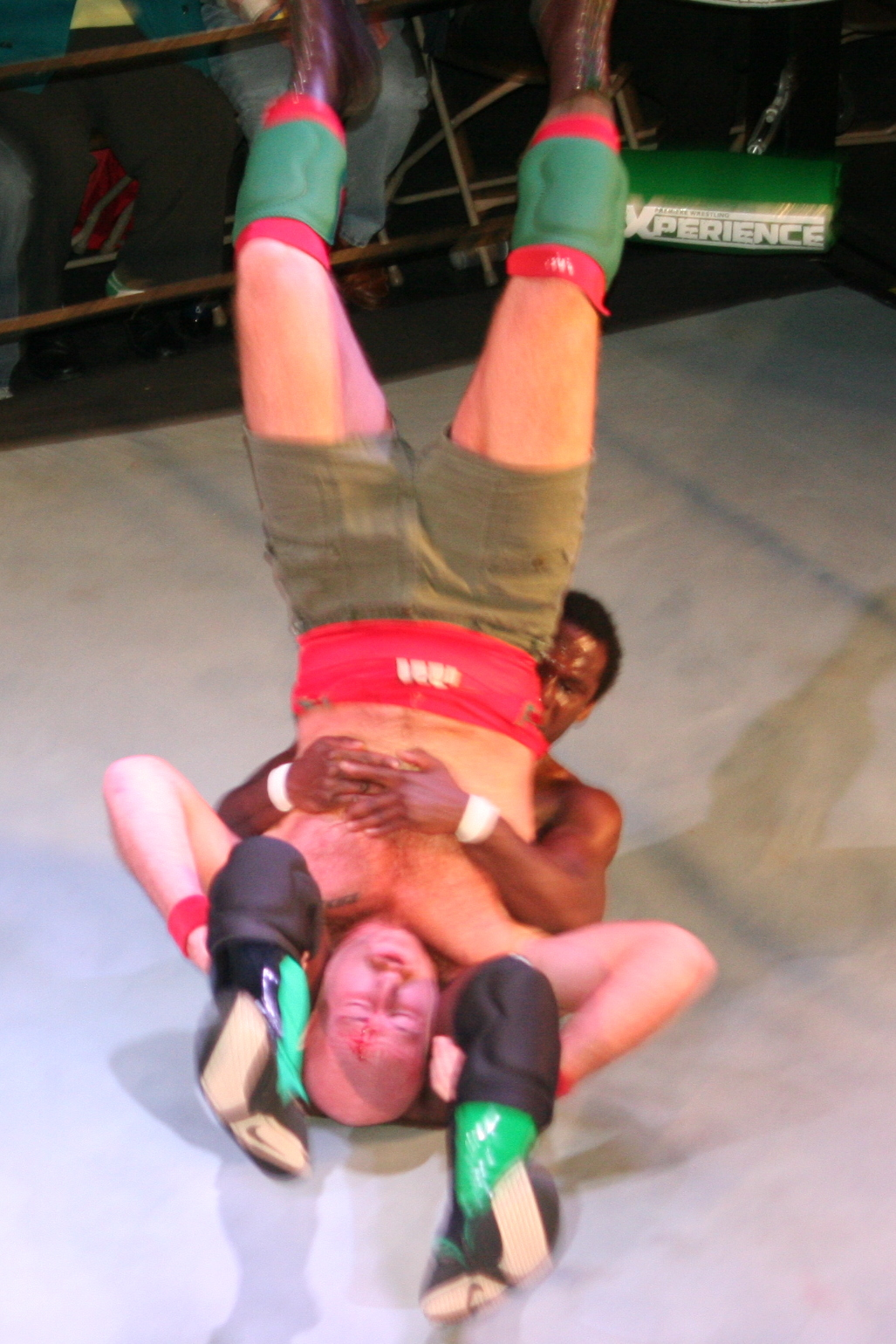
Swann esegue una Piledriver su Jake Manning

  - Chicken Fried Driver (Spinning vertical suplex piledriver) – Circuito indipendente
  - Fantastic Voyage (Cradle sitout suplex slam) – WWE
  - Five Star Swann Splash (Frog splash)
  - Black Swann (Corkscrew 450º splash)
  - Rich Splash (Standing 450º splash), a volte in versione imploding
  - Rich Kick (Spinning back kick)
- Come Swann Hansen
  - Western Lariat (Lariat) – come tributo a Stan Hansen

### Soprannomi
- "Mr. Standing 450
- "The Outlandish"

## Titoli e riconoscimenti
- Dragon Gate
  - Dragon Gate Open the Owarai Gate Championship (1)
  - Dragon Gate Open the Triangle Gate Championship (1) – con Naruki Doi e Syachihoko BOY
- Evolve Wrestling
  - Open the United Gate Championship (1) – con Johnny Gargano
- Full Impact Pro
  - FIP Tag Team Championship (1) – con Roderick Strong
  - FIP World Heavyweight Championship (2)
  - Florida Rumble (2014) – con Caleb Konley
- Impact Wrestling
  - Impact World Championship (1)
  - Impact X Division Championship (1)
  - Impact Year–End Award (1)
    - X-Division Star of the Year (2019)
- NWA Florida Underground Wrestling/NWA Signature Pro
  - FUW Flash Championship (1)
- Pro Wrestling Illustrated
  - 10º nella classifica dei 500 migliori wrestler singoli su PWI 500 (2021)
- Real Championship Wrestling
  - RCW Cruiserweight Championship (1)
- Revolution Pro Wrestling
  - Undisputed British Tag Team Championship (1) – con Ricochet
- SoCal Uncensored
  - Match of the Year (2013) con Ricochet vs. DojoBros (Eddie Edwards e Roderick Strong) e The Young Bucks (Matt Jackson e Nick Jackson) il 9 agosto
- WWE
  - WWE Cruiserweight Championship (1)